# 포톤 그린어스
포톤 그린어스는 포톤 자동차에서 만드는 전기버스이자 저상버스이다. 현재 성남시내버스, 동진버스, 제일교통에서 운영하고 있다.

## 특징
포톤 그린어스는 포톤자동차에서 만든 전기버스이자 저상버스 중에 하나다. 한번에 급속 충전이 가능하며 한번 고속 충전하면 최대 120km까지 주행이 가능하다. 저상전기버스로서 강한 배터리 내구성과 빠르고 신속한 충전은 좋은 장점으로 작용한다. 앞바퀴의 공간엔 좌석이 없지만 대신 짐을 실을 수가 있는 공간이 마련되어 있으며 앞바퀴를 기점으로 총 7개의 입석 공간과 장애인 공간이 있고 뒷분을 중심으로 한 뒷자리는 2x2 배열의 좌석이 있다. 현재 포톤 그린어스는 대한민국애선 성남시내버스, 동진버스,  제일교통에서 수입하여 운영 중에 있다.

## 같이 보기
- 포톤 자동차
- 전기버스
- 저상버스